# カリオ・ロッシ

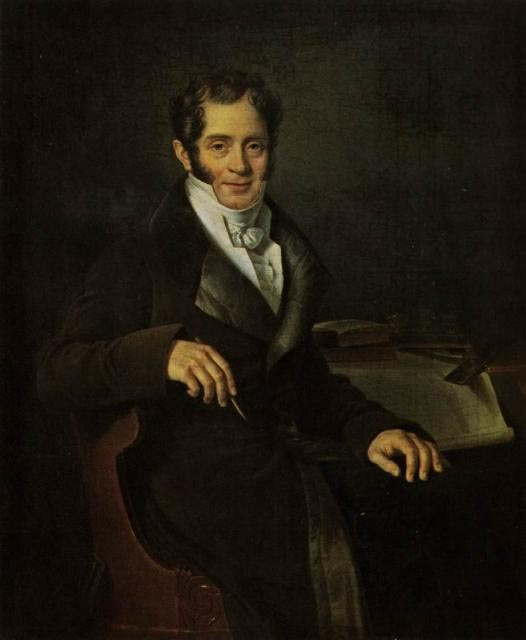
カリオ・ロッシの肖像（B. S. Mityar, 1820）

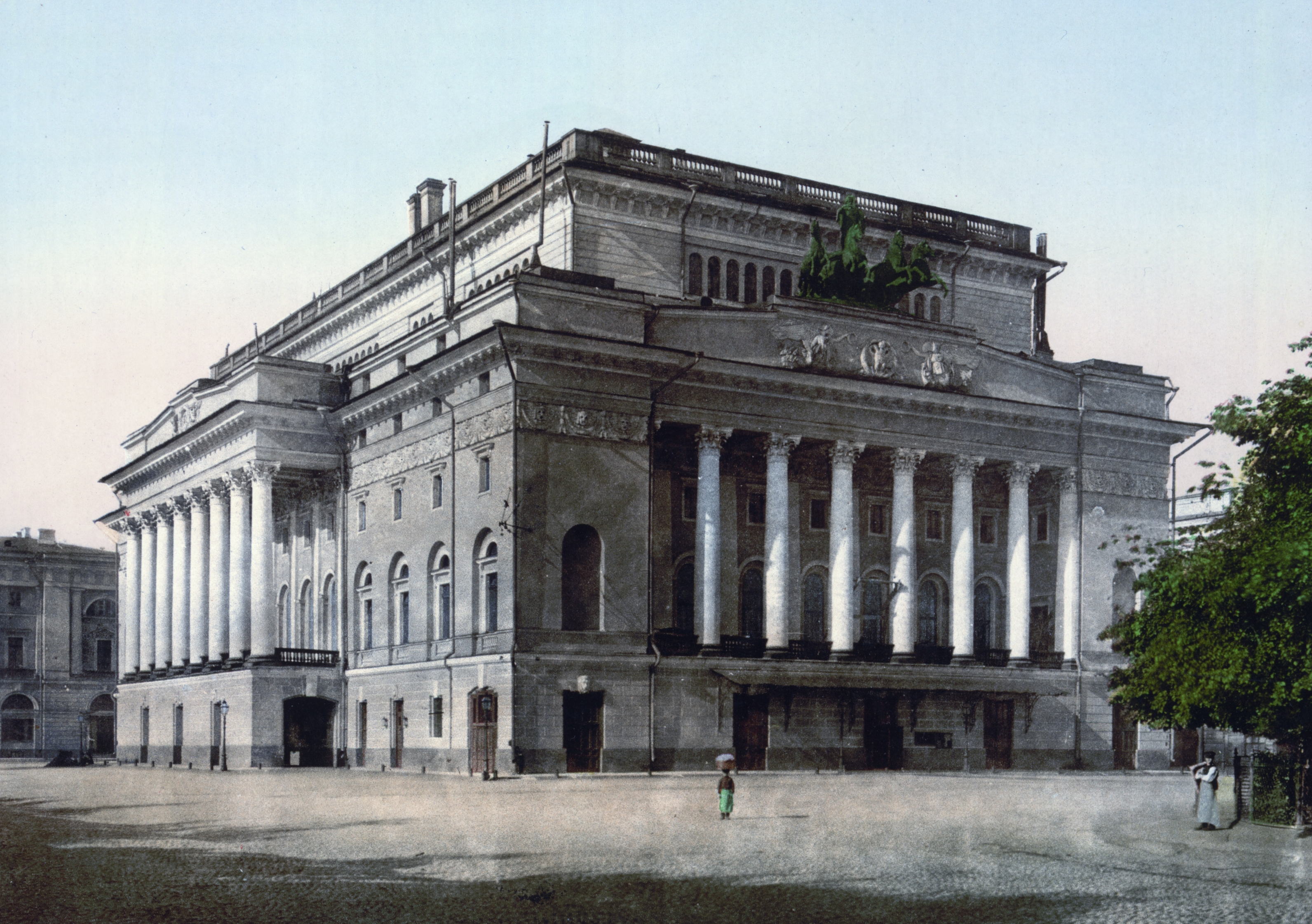
サンクトペテルブルクのアレクサンドリンスキー劇場

カルロ・ディ・ジオヴァンニ・ロッシ（Carlo di Giovanni Rossi, ロシア語:K.Rossi - Карл Иванович Росси、1775年12月18日 - 1849年4月18日）は、ロシアで活躍したイタリア人建築家。クラシシズム時代のサンクトペテルブルク市街地の設計者として知られている。

## 代表作
多数ある。ロシア帝国軍参謀本部、ロシア美術館、ミハイロフスキー宮殿、ロッシのパヴィリオン、トヴェリ商店街、トルジョークの聖堂、アレクサンドリンスキー劇場、アーニチコフ宮殿、エラーギン島の宮殿と施設群、など。クレムリン・ニコーリスカヤ塔の先端は1812年に修復がなされる。